# Aconitum jeholense
Aconitum jeholense là một loài thực vật có hoa trong họ Mao lương. Loài này được Nakai & Kitag. mô tả khoa học đầu tiên năm 1934.